# Schlacht bei Menfö
Die Schlacht bei Menfö (auch Schlacht an der Raab) fand am 5. Juli 1044 zwischen deutschen Truppen unter König Heinrich III. und ungarischen Truppen unter König Sámuel Aba bei Menfö, nahe Győr an der Raab in Ungarn statt.

## Vorgeschichte
Der ungarische König Sámuel hatte dem deutschen König Heinrich III. die Abtretung des ganzen Landes am linken Ufer der Leitha zugesagt. Als er mit der Erfüllung seines Versprechens zögerte, und auf Veranlassung des Schwagers des 1041 von Sámuel abgesetzten ungarischen Königs Peter Orseolo, Markgraf Adalbert I. von Österreich, rüstete Heinrich III. ein erlesenes Heer aus und sandte es über die ungarische Grenze.

## Schlachtverlauf
König Sámuel erwartete die Deutschen mit einem zahlenmäßig überlegenen Heer jenseits der Raab. Auf seine zahlenmäßige Überlegenheit vertrauend, ließ er die Deutschen ungehindert über den Fluss setzen und Schlachtordnung bilden. Als Sámuel seine Männer im Schlachtgetümmel fallen sah, brach er stürmend, wie auch vergebens in die Reihen der Deutschen ein. Nach erbittertem Kampf ließen die Ungarn ihr Panier als Zeichen des Rückzugs senken und flohen. Sámuel Aba wurde gefangen genommen und hingerichtet.
Am Abend der Schlacht sang Heinrich III. das Kyrie eleison, kniete sich barfuß und in ein Büßergewand gehüllt vor einer Kreuzreliquie zu Boden und forderte sein ganzes Heer auf dasselbe zu tun. Wenig später zog er barfuß durch Regensburg und dankte Gott für seine Hilfe im Kampf. Die Kirchen der Stadt wurden mit Schenkungen bedacht.

## Folgen

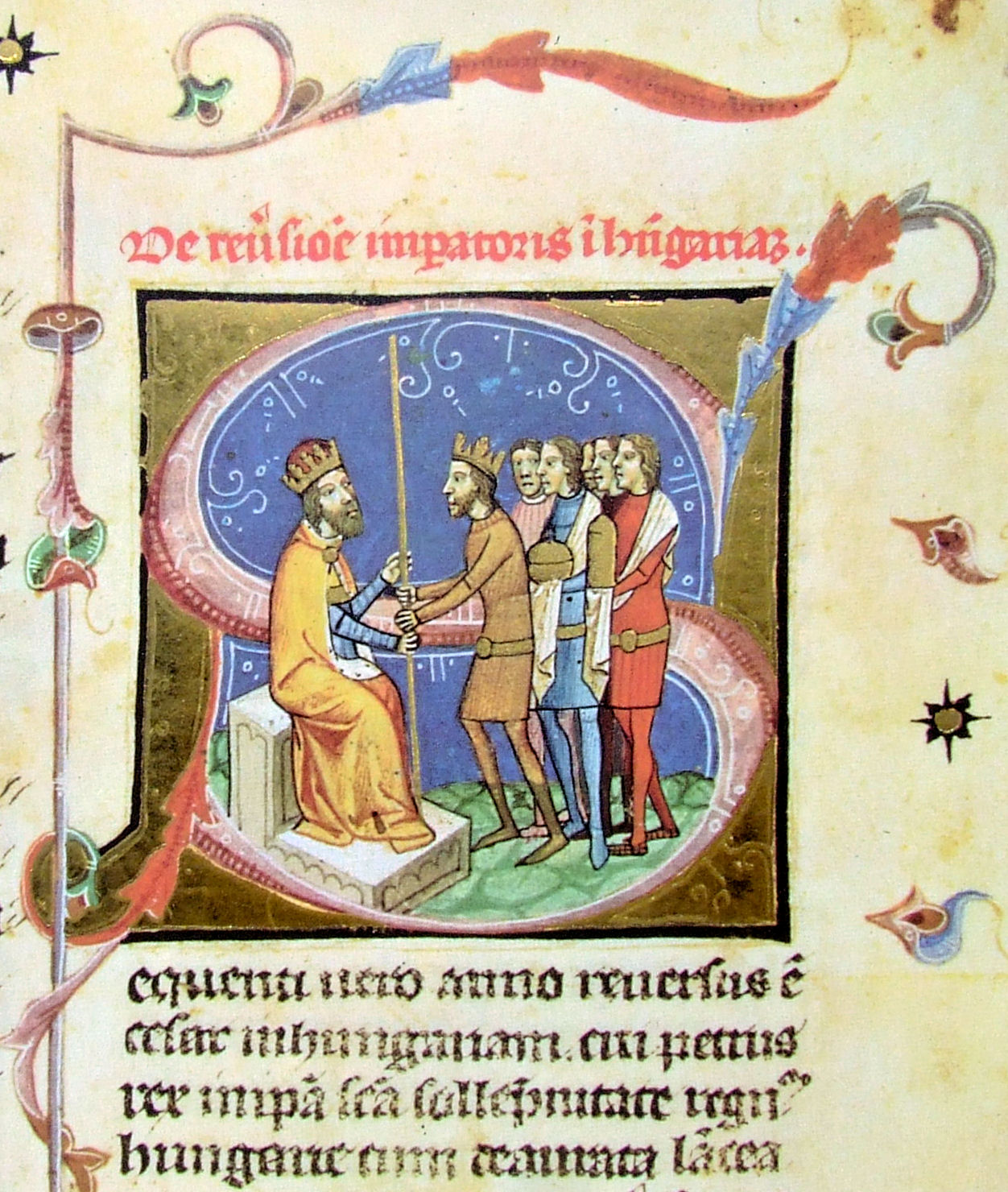
Inthronisierung von König Peter I. durch König Heinrich III. in der Ungarischen Bilderchronik

Der vorherige ungarische König Peter Orseolo wurde in Stuhlweißenburg erneut als Peter I. inthronisiert und erkannte als Vasall Heinrichs III. die Lehnsoberhoheit des römisch-deutschen Reiches an. Heinrich III. schickte die erbeutete Krone und vergoldete Lanze von Sámuel Aba nach Rom.